# Alberto Braniff
Alberto Braniff Ricard (1884-1966) foi um aviador mexicano. Braniff nasceu na Cidade do México em uma família rica e poderosa durante o Porfiriato. Seu pai era o industrial americano Thomas Braniff e sua mãe era María Beltran Lorenza Ricard. Seu pai nasceu em Staten Island, Nova York, filho de imigrantes irlandeses.

## Pioneiro da aviação

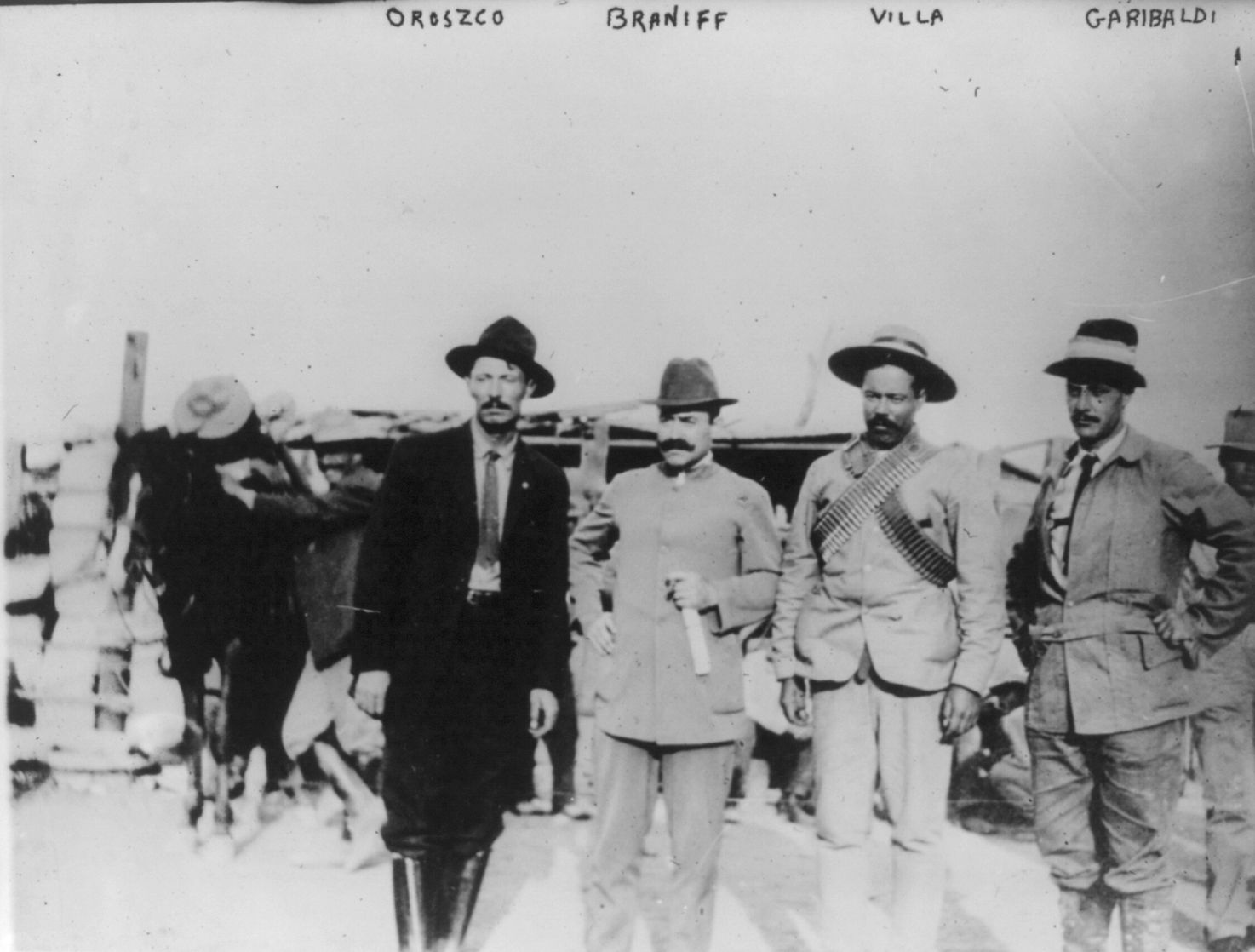
Pascual Orozco, Alberto Braniff, Pancho Villa e Peppino Garibaldi.

É atribuído a ele o primeiro voo de avião no México que aconteceu em 8 de janeiro de 1910, na planície de La Hacienda de Balbuena e foi noticia do jornal mexicano no dia seguinte :
Apenas um dia antes, em 7 de janeiro de 1910, o engenheiro espanhol, de origem francesa e naturalizado brasileiro Dimitri Sensaud de Lavaud realizou, na cidade de Osasco, São Paulo o primeiro voo da América Latina no aeroplano "São Paulo"

## O biplano Voisin
““Ele voou direito a uma distância de 500 metros e, em seguida, levantou-se normalmente a uma altura de vinte pés, correndo novamente por duas centenas de metros e, em seguida, levantou-se novamente como um pássaro até uma altura acima."”

— The Herald mexicano, edição de 9 de janeiro de 1910.

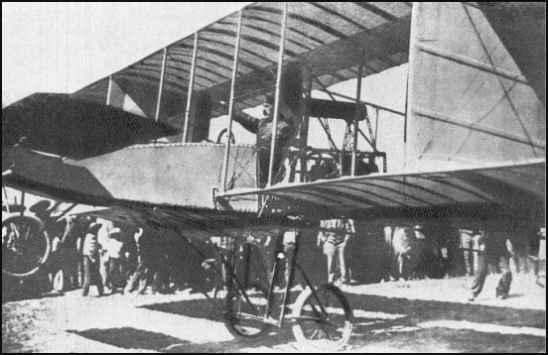
Alberto Braniff em seu Voisin"', 8 de janeiro de 1910

Alberto Braniff esteve na França no verão de 1909, aonde teve aula de pilotagem na Escola Voisin Issy-les-Moulineaux, que também era fabricante de aviões. O biplano adquirido no local, foi transportado para Veracruz próximo da cidade do México aonde chegou em 9 de dezembro de 1909. A montagem demorou praticamente um mês. Em seu primeiro voo o avião percorreu 1,5 quilômetros, alcançando a velocidade de 56 km/h a uma altura média de 25 metros.
Um depois usando o mesmo avião o presidente do México Francisco I. Madero passou a ser o primeiro chefe de estado a voar em um avião.